# Pierres (Eure i Loir)
Pierres és un municipi francès, situat al departament de l'Eure i Loir i a la regió de Centre – Vall del Loira. L'any 2007 tenia 2.730 habitants.

## Demografia

### Població
El 2007 la població de fet de Pierres era de 2.730 persones. Hi havia 1.133 famílies, de les quals 313 eren unipersonals (132 homes vivint sols i 181 dones vivint soles), 389 parelles sense fills, 359 parelles amb fills i 72 famílies monoparentals amb fills.
La població ha evolucionat segons el següent gràfic:
Habitants censats

### Habitatges
El 2007 hi havia 1.241 habitatges, 1.162 eren l'habitatge principal de la família, 36 eren segones residències i 42 estaven desocupats. 947 eren cases i 286 eren apartaments. Dels 1.162 habitatges principals, 807 estaven ocupats pels seus propietaris, 327 estaven llogats i ocupats pels llogaters i 28 estaven cedits a títol gratuït; 39 tenien una cambra, 114 en tenien dues, 189 en tenien tres, 286 en tenien quatre i 535 en tenien cinc o més. 904 habitatges disposaven pel capbaix d'una plaça de pàrquing. A 578 habitatges hi havia un automòbil i a 442 n'hi havia dos o més.

### Piràmide de població
La piràmide de població per edats i sexe el 2009 era:
| Homes | Edats   | Dones |
| ----- | ------- | ----- |
| 0     | 95 o +  | 4     |
| 4     | 90 a 94 | 8     |
| 8     | 85 a 89 | 16    |
| 8     | 80 a 84 | 12    |
| 40    | 75 a 79 | 64    |
| 20    | 70 a 74 | 52    |
| 80    | 65 a 69 | 60    |
| 68    | 60 a 64 | 72    |
| 88    | 55 a 59 | 72    |
| 104   | 50 a 54 | 124   |
| 116   | 45 a 49 | 116   |
| 112   | 40 a 44 | 84    |
| 100   | 35 a 39 | 60    |
| 68    | 30 a 34 | 96    |
| 108   | 25 a 29 | 96    |
| 60    | 20 a 24 | 88    |
| 80    | 15 a 19 | 64    |
| 112   | 10 a 14 | 88    |
| 88    | 5 a 9   | 96    |
| 68    | 0 a 4   | 52    |

## Economia
El 2007 la població en edat de treballar era de 1.814 persones, 1.361 eren actives i 453 eren inactives. De les 1.361 persones actives 1.253 estaven ocupades (656 homes i 597 dones) i 108 estaven aturades (60 homes i 48 dones). De les 453 persones inactives 188 estaven jubilades, 128 estaven estudiant i 137 estaven classificades com a «altres inactius».

### Ingressos
El 2009 a Pierres hi havia 1.140 unitats fiscals que integraven 2.756,5 persones, la mediana anual d'ingressos fiscals per persona era de 22.731 €.

### Activitats econòmiques
Dels 95 establiments que hi havia el 2007, 5 eren d'empreses extractives, 1 d'una empresa alimentària, 10 d'empreses de fabricació d'altres productes industrials, 18 d'empreses de construcció, 19 d'empreses de comerç i reparació d'automòbils, 2 d'empreses de transport, 1 d'una empresa d'hostatgeria i restauració, 1 d'una empresa d'informació i comunicació, 2 d'empreses financeres, 3 d'empreses immobiliàries, 12 d'empreses de serveis, 11 d'entitats de l'administració pública i 10 d'empreses classificades com a «altres activitats de serveis».
Dels 25 establiments de servei als particulars que hi havia el 2009, 1 era una gendarmeria, 1 funerària, 3 tallers de reparació d'automòbils i de material agrícola, 1 taller d'inspecció tècnica de vehicles, 4 paletes, 1 guixaire pintor, 5 fusteries, 2 lampisteries, 1 electricista, 1 empresa de construcció, 3 perruqueries, 1 agència immobiliària i 1 saló de bellesa.
Dels 6 establiments comercials que hi havia el 2009, 2 eren supermercats, 1 una botiga de menys de 120 m², 1 una fleca i 2 botigues de material esportiu.
L'any 2000 a Pierres hi havia 9 explotacions agrícoles que ocupaven un total de 855 hectàrees.

## Equipaments sanitaris i escolars
L'únic equipament sanitari que hi havia el 2009 era una farmàcia.
El 2009 hi havia 1 escola maternal i 1 escola elemental.

## Poblacions més properes
El següent diagrama mostra les poblacions més properes.